# Ozarba nyanza
Ozarba nyanza är en fjärilsart som beskrevs av Felder 1874. Ozarba nyanza ingår i släktet Ozarba och familjen nattflyn. Inga underarter finns listade i Catalogue of Life.